# Женска рукометна репрезентација Норвешке
Женска рукометна репрезентација Норвешке (норв. Norges kvinnelandslag i håndball) представља Норвешку у женском рукомету на свим међународним такмичењима, а налази се под контролом Рукометног савеза Норвешке (норв. Norges Håndballforbund —  NHF). Закључно са 2021, учествовала је у 23 финала и сматра се за једну од најбољих женских рукометних репрезентација у историји.
Норвешка је једина држава чија је женска рукометна репрезентација успеле да освоји Европско првенство четири пута заредом. Норвежанке држе рекорд по броју освојених златних медаља на европским првенствима — чак осам. Године 2011, Норвешка је постала тек друга рукометна женска репрезентација (после Данске) која је истовремено била првак три најважнија такмичења: Светског првенства, Олимпијских игара и Европског првенства. Тај подухват је Норвешка поновила 2015. и тако постале прва женска рукометна репрезентација која је два пута била бранилац титуле свих међународних рукометних такмичења пошто је била првак Светског првенства 2015, Европског првенства 2014. и Олимпијских игара 2012.

## Успеси
| Такмичење          |    | 2 | 3 | Укупно |
| ------------------ | -- | - | - | ------ |
| Олимпијске игре    | 2  | 2 | 3 | 7      |
| Светско првенство  | 4  | 4 | 3 | 11     |
| Европско првенство | 9  | 3 | 1 | 13     |
| Укупно             | 15 | 9 | 7 | 31     |

### Наступи на Олимпијским играма
Први наступ норвешке женске репрезентације био је 1988. године. Од тада, Норвешка је наступала на седам Олимпијских игара. Прву златну медаљу Норвешка је освојила 20 година након дебија, у Пекингу 2008.
| Година | Позиција              | О                     | П                     | Н                     | И                     | ДГ                    | ПГ                    | +/-                   |
| ------ | --------------------- | --------------------- | --------------------- | --------------------- | --------------------- | --------------------- | --------------------- | --------------------- |
| 1976.  | Није се квалификовала | Није се квалификовала | Није се квалификовала | Није се квалификовала | Није се квалификовала | Није се квалификовала | Није се квалификовала | Није се квалификовала |
| 1980.  | Није се квалификовала | Није се квалификовала | Није се квалификовала | Није се квалификовала | Није се квалификовала | Није се квалификовала | Није се квалификовала | Није се квалификовала |
| 1984.  | Није се квалификовала | Није се квалификовала | Није се квалификовала | Није се квалификовала | Није се квалификовала | Није се квалификовала | Није се квалификовала | Није се квалификовала |
| 1988   | 2. место              | 4                     | 3                     | 1                     | 1                     | 115                   | 91                    | +24                   |
| 1992.  | 2. место              | 5                     | 3                     | 0                     | 2                     | 99                    | 110                   | −11                   |
| 1996.  | 4. место              | 5                     | 2                     | 0                     | 3                     | 116                   | 109                   | +7                    |
| 2000.  | 3. место              | 7                     | 6                     | 0                     | 1                     | 174                   | 137                   | +37                   |
| 2004.  | Није се квалификовала | Није се квалификовала | Није се квалификовала | Није се квалификовала | Није се квалификовала | Није се квалификовала | Није се квалификовала | Није се квалификовала |
| 2008.  | 1. место              | 8                     | 8                     | 0                     | 0                     | 248                   | 185                   | +63                   |
| 2012.  | 1. место              | 8                     | 5                     | 1                     | 2                     | 196                   | 187                   | +9                    |
| 2016.  | 3. место              | 8                     | 6                     | 0                     | 2                     | 247                   | 205                   | +42                   |
| 2020.  | 3. место              | 8                     | 7                     | 0                     | 1                     | 258                   | 191                   | +67                   |
| 2024.  | 1. место              | 8                     | 7                     | 0                     | 1                     | 226                   | 167                   | +59                   |
| Укупно | 9/15                  | 53                    | 40                    | 2                     | 22                    | 1421                  | 1191                  | +230                  |

### Наступи на Светским првенствима
Норвешка је прву медаљу на Светском првенству освојила 1986, када је поразила троструког шампиона Источну Немачку у финалу резултатом 23 : 19 у борби за трже место (уједно је то била и прва норвешка победа над Источном Немачком). Бронзану медаљу је Норвешка такође освојила 1993. а сребрну 1997. Две године касније, Норвешка је победом против Францускиња дошла до своје прве златне медаље на шампионату света. Другу титулу су Норвежанке освојиле 2011. а трећу 2015.
| Година | Позиција              | О                     | П                     | Н                     | И                     | ДГ                    | ПГ                    | +/-                   |
| ------ | --------------------- | --------------------- | --------------------- | --------------------- | --------------------- | --------------------- | --------------------- | --------------------- |
| 1957.  | Није се квалификовала | Није се квалификовала | Није се квалификовала | Није се квалификовала | Није се квалификовала | Није се квалификовала | Није се квалификовала | Није се квалификовала |
| 1962.  | Није се квалификовала | Није се квалификовала | Није се квалификовала | Није се квалификовала | Није се квалификовала | Није се квалификовала | Није се квалификовала | Није се квалификовала |
| 1965.  | Није се квалификовала | Није се квалификовала | Није се квалификовала | Није се квалификовала | Није се квалификовала | Није се квалификовала | Није се квалификовала | Није се квалификовала |
| 1971.  | 7. место              | 4                     | 1                     | 1                     | 2                     | 33                    | 41                    | −8                    |
| 1973.  | 8. место              | 5                     | 1                     | 0                     | 4                     | 42                    | 57                    | −15                   |
| 1975.  | 8. место              | 5                     | 2                     | 0                     | 3                     | 61                    | 66                    | −5                    |
| 1978.  | Није се квалификовала | Није се квалификовала | Није се квалификовала | Није се квалификовала | Није се квалификовала | Није се квалификовала | Није се квалификовала | Није се квалификовала |
| 1982.  | 7. место              | 7                     | 4                     | 1                     | 2                     | 139                   | 117                   | +22                   |
| 1986.  | 3. место              | 7                     | 5                     | 1                     | 1                     | 174                   | 127                   | +47                   |
| 1990.  | 6. место              | 7                     | 4                     | 0                     | 3                     | 135                   | 135                   | 0                     |
| 1993.  | 3. место              | 7                     | 6                     | 0                     | 1                     | 144                   | 126                   | +18                   |
| 1995.  | 4. место              | 8                     | 5                     | 0                     | 3                     | 205                   | 151                   | +54                   |
| 1997.  | 2. место              | 9                     | 7                     | 0                     | 2                     | 251                   | 188                   | +63                   |
| 1999.  | 1. место              | 9                     | 8                     | 0                     | 1                     | 240                   | 170                   | +70                   |
| 2001.  | 2. место              | 9                     | 8                     | 0                     | 1                     | 292                   | 203                   | +89                   |
| 2003.  | 6. место              | 9                     | 6                     | 1                     | 2                     | 297                   | 241                   | +56                   |
| 2005.  | 9. место              | 8                     | 3                     | 1                     | 4                     | 232                   | 205                   | +27                   |
| 2007.  | 2. место              | 10                    | 8                     | 0                     | 2                     | 314                   | 246                   | +68                   |
| 2009.  | 3. место              | 10                    | 8                     | 0                     | 2                     | 303                   | 227                   | +76                   |
| 2011.  | 1. место              | 9                     | 8                     | 0                     | 1                     | 278                   | 201                   | +77                   |
| 2013.  | 5. место              | 7                     | 6                     | 0                     | 1                     | 198                   | 139                   | +59                   |
| 2015.  | 1. место              | 9                     | 8                     | 0                     | 1                     | 269                   | 209                   | +60                   |
| 2017.  | 2. место              | 9                     | 7                     | 0                     | 2                     | 281                   | 196                   | +85                   |
| 2019.  | 4. место              | 10                    | 7                     | 0                     | 3                     | 309                   | 249                   | +60                   |
| 2021.  | 1. место              | 9                     | 8                     | 1                     | 0                     | 320                   | 191                   | +129                  |
| 2023.  | 2. место              | 9                     | 7                     | 0                     | 2                     | 302                   | 208                   | +94                   |
| 2025.  | —                     | —                     | —                     | —                     | —                     | —                     | —                     | —                     |
| 2027.  | —                     | —                     | —                     | —                     | —                     | —                     | —                     | —                     |
| Укупно | 22/28                 | 176                   | 127                   | 6                     | 43                    | 4822                  | 3692                  | +1132                 |

### Наступи на Европским првенствима
Закључно с 2021, Норвешка је учествовала на сваком Европском првенству. Најуспешнија су репрезентација на европском континенту будући да су освојили осам златних, три сребрне и једну бронзану медаљу из 14 покушаја. Норвешка је само два пута била изван најбоље трећепласираних репрезентација: 2000. у Румунији и 2018. у Француској.
| Година | Позиција                     | О                            | П                            | Н                            | И                            | ДГ                           | ПГ                           | +/-                          |
| ------ | ---------------------------- | ---------------------------- | ---------------------------- | ---------------------------- | ---------------------------- | ---------------------------- | ---------------------------- | ---------------------------- |
| 1994.  | 3. место                     | 7                            | 4                            | 0                            | 3                            | 134                          | 130                          | +4                           |
| 1996.  | 2. место                     | 7                            | 4                            | 2                            | 1                            | 179                          | 151                          | +26                          |
| 1998.  | 1. место                     | 7                            | 7                            | 0                            | 0                            | 189                          | 132                          | +57                          |
| 2000.  | 6. место                     | 6                            | 2                            | 2                            | 2                            | 151                          | 149                          | +2                           |
| 2002.  | 2. место                     | 8                            | 6                            | 1                            | 1                            | 203                          | 169                          | +34                          |
| 2004.  | 1. место                     | 8                            | 8                            | 0                            | 0                            | 259                          | 191                          | +68                          |
| 2006.  | 1. место                     | 8                            | 8                            | 0                            | 0                            | 258                          | 179                          | +79                          |
| 2008.  | 1. место                     | 8                            | 7                            | 1                            | 0                            | 248                          | 169                          | +79                          |
| 2010.  | 1. место                     | 8                            | 7                            | 0                            | 1                            | 239                          | 146                          | +93                          |
| 2012.  | 2. место                     | 8                            | 6                            | 0                            | 2                            | 219                          | 194                          | +25                          |
| 2014.  | 1. место                     | 8                            | 7                            | 0                            | 1                            | 225                          | 192                          | +33                          |
| 2016.  | 1. место                     | 8                            | 8                            | 0                            | 0                            | 211                          | 170                          | +41                          |
| 2018.  | 5. место                     | 7                            | 5                            | 0                            | 2                            | 224                          | 177                          | +47                          |
| 2020.  | 1. место                     | 8                            | 8                            | 0                            | 0                            | 254                          | 160                          | +94                          |
| 2022.  | 1. место                     | 8                            | 7                            | 0                            | 1                            | 239                          | 190                          | +49                          |
| 2024.  | —                            | —                            | —                            | —                            | —                            | —                            | —                            | —                            |
| 2026.  | —                            | —                            | —                            | —                            | —                            | —                            | —                            | —                            |
| 2028.  | Квалификовала се као домаћин | Квалификовала се као домаћин | Квалификовала се као домаћин | Квалификовала се као домаћин | Квалификовала се као домаћин | Квалификовала се као домаћин | Квалификовала се као домаћин | Квалификовала се као домаћин |
| Укупно | 17/18                        | 114                          | 94                           | 6                            | 14                           | 3232                         | 2499                         | +733                         |

## Састав

### Тренутни састав
Селектор: Тоурир Хергејрсон
Наступи и голови важе закључно с 19. децембром 2021.
| Бр. | Поз. | Име и презиме          | Датум рођења (године) | Висина | Наступи | Голови | Клуб                 |
| --- | ---- | ---------------------- | --------------------- | ------ | ------- | ------ | -------------------- |
| 2   | ЦБ   | Хени Рејстад           | 9. фебруар 1999.      | 1,81 m | 48      | 160    | Есбјерг              |
| 3   | ЛБ   | Емили Хег Арнсен       | 1. јануар 1994.       | 1,84 m | 130     | 211    | ЧСМ Букурешт         |
| 4   | ЛБ   | Вероника Кристијансен  | 10. јул 1990.         | 1,75 m | 166     | 541    | Ђер                  |
| 9   | ДБ   | Нора Мерк              | 5. април 1991.        | 1,67 m | 153     | 752    | Виперс Кристијансанд |
| 10  | ЦБ   | Стине Бредал Офтедал   | 25. септембар 1991.   | 1,68 m | 224     | 610    | Ђер                  |
| 11  | ДК   | Малин Авне             | 4. март 1995.         | 1,65 m | 78      | 149    | ЧСМ Букурешт         |
| 12  | Г    | Силје Солберг          | 16. јун 1990.         | 1,78 m | 176     | 4      | Ђер                  |
| 13  | П    | Кари Братсет Дале      | 15. фебруар 1991.     | 1,83 m | 100     | 264    | Ђер                  |
| 15  | П    | Вилде Ингстад          | 18. децембар 1994.    | 1,78 m | 90      | 71     | Есбјерг              |
| 16  | Г    | Катрин Лунде           | 30. март 1980.        | 1,80 m | 326     | 3      | Виперс Кристијансанд |
| 19  | ДБ   | Моа Хегдал             | 14. март 1996.        | 1,78 m | 36      | 39     | Виборг               |
| 20  | ДК   | Марит Ресберг Јакобсен | 25. фебруар 1994.     | 1,65 m | 95      | 168    | Есбјерг              |
| 23  | ЛБ   | Камила Херем           | 8. октобар 1986.      | 1,67 m | 286     | 811    | Сола                 |
| 24  | ЛК   | Сана Солберг-Исаксен   | 16. јун 1990.         | 1,78 m | 181     | 351    | Есбјерг              |
| 25  | ЛБ   | Кристин Брејстел       | 23. август 1993.      | 1,92 m | 40      | 38     | Есбјерг              |
| 27  | ДК   | Емили Ховден           | 5. април 1996.        | 1,63 m | 6       | 23     | Сторхамар            |
| 28  | Г    | Рике Гранлунд          | 14. новембар 1989.    | 1,72 m | 12      | 0      | Шамбре Турен         |
| 30  | П    | Марен Ниланд Ордал     | 2. март 1994.         | 1,82 m | 13      | 18     | Оденсе Хондбол       |

### Селектори
| Име                | Мандат     | Реф.          |
| ------------------ | ---------- | ------------- |
| Фроде Кивог        | 1974—1978. | [ 8 ]         |
| Ото Педерсен       | 1978—1982. | [ 9 ] [ 10 ]  |
| Карен Фладсет      | 1982—1984. | [ 11 ]        |
| Свен Торе Јакобсен | 1984—1993. | [ 12 ]        |
| Марит Брејвик      | 1994—2009. | [ 13 ]        |
| Тоурир Хергејрсон  | 2009—данас | [ 14 ] [ 15 ] |

### Капитени
| Име                    | Такмичења                                                                                 | Реф.   |
| ---------------------- | ----------------------------------------------------------------------------------------- | ------ |
| Хане Хег               | СП 1986, ОИ 1988, СП 1990.                                                                | [ 16 ] |
| Хане Хогнес            | ОИ 1992.                                                                                  | [ 16 ] |
| Сусан Гоксер Бјеркрејм | СП 1993, ЕП 1994, СП 1995, ОИ 1996, ЕП 1996, СП 1997, СП 1999, ОИ 2000.                   |        |
| Ћерсти Грини           | ЕП 1998, СП 2001.                                                                         | [ 17 ] |
| Елсе Марте Либек       | ЕП 2000, ЕП 2002.                                                                         | [ 18 ] |
| Гро Хамерсенг          | СП 2003, ЕП 2004, ЕП 2006, СП 2007, ОИ 2008, ЕП 2010.                                     | [ 19 ] |
| Елизабет Хилмо         | СП 2005.                                                                                  | [ 20 ] |
| Кристин Лунде          | ЕП 2008, СП 2009.                                                                         | [ 21 ] |
| Марит Малм Фрафјорд    | СП 2011, ОИ 2012, ЕП 2012.                                                                | [ 21 ] |
| Каролин Дире Брејванг  | СП 2013.                                                                                  |        |
| Стине Бредал Офтедал   | ЕП 2014, СП 2005, ОИ 2016, ЕП 2016, СП 2017, ЕП 2018, СП 2019, ЕП 2020, ОИ 2020, СП 2021. |        |

### Познате играчице

#### Најбољи стрелци на међународним такмичењима
- Ћерсти Грини:  Олимпијске ире 2000 — 61 гол;
- Лин Кристин Ригелхут: Европско првенство 2008 — 51 гол;
- Нора Мерк: Олимпијске игре 2016 — 62 гола, Европско првенство 2016 — 53 гола, Светско првенство 2017 — 66 голова, Европско првенство 2020 — 52 гола, Олимпијске игре 2020 — 52 гола.

#### Најбоље играчице на међународним такмичењима
- Кекили Легангер, Светско првенство 1993;
- Гро Хамерсенг, Европска првенства 2004. и 2006;
- Катја Ниберг, Светско првенство 2007;
- Кристине Лунде, Европско првенство 2008;
- Анја Един, Европско првенство 2012;
- Стине Бредал Офтедал, Светско првенство 2017;
- Кари Братсет Дале, Светско првенство 2021.

#### Највише наступа у националном дресу
| Место | Играчица                   | Утакмица | Голова |
| ----- | -------------------------- | -------- | ------ |
| 1     | Катрин Лунде               | 326      | 3      |
| 2     | Каролин Дире Брејванг      | 305      | 475    |
| 3     | Сузан Гоксер Бјеркрхајм    | 296      | 844    |
| 4     | Камила Херем               | 286      | 811    |
| 5     | Лин Кристин Ригелхут Корен | 279      | 971    |
| 6     | Хејди Сундал               | 269      | 731    |
| 7     | Тонје Ларсен               | 264      | 567    |
| 8     | Анет Скотвол               | 250      | 2      |
| 9     | Карин Петерсен Ријен       | 243      | 544    |
| 10    | Трине Халтвик              | 241      | 834    |

| Место | Играчица                   | Голова | Утакмица | Просек |
| ----- | -------------------------- | ------ | -------- | ------ |
| 1     | Ћерсти Грини               | 1003   | 201      | 4,99   |
| 2     | Лин Кристин Ригелхут Корен | 971    | 279      | 3,48   |
| 3     | Катрин Рол Матијесен       | 921    | 234      | 3,93   |
| 4     | Сузан Гоксер Бјеркрхајм    | 844    | 296      | 2,85   |
| 5     | Трине Халтвик              | 834    | 241      | 3,46   |
| 6     | Камила Херем               | 811    | 286      | 2,84   |
| 7     | Хејди Леке                 | 801    | 226      | 3,54   |
| 8     | Нора Мерк                  | 752    | 154      | 4,92   |
| 9     | Хејди Сундал               | 731    | 269      | 2,71   |
| 10    | Гро Хамерсенг Един         | 631    | 167      | 3,77   |